# Pietje Bell (film)
Pietje Bell is een Nederlandse jeugdfilm uit 2002 van regisseur Maria Peters. De film is gebaseerd op diverse boeken uit de Pietje Bell-serie van de schrijver Chris van Abkoude, zoals Pietje Bell (1914) en Pietje Bell is weer aan den gang (1934). De film trok 800.000 bezoekers.
De buitenopnames vonden grotendeels plaats in de Vlaamse steden Gent en Brugge om de sfeer van het vooroorlogse Rotterdam te doen herleven.

## Verhaal
Pietje Bell is de zoon van een schoenmaker uit Rotterdam. Door zijn kwajongensstreken komt hij in allerlei avonturen terecht. De plaatselijke krant besluit de avonturen van Pietje te gaan publiceren en het is binnen de kortste keren een groot succes. Zijn vrienden vinden hem een grote held behalve zijn buurman Geelman en diens zoon Jozef die hem het liefst in de gevangenis zien verdwijnen. Als hij achter de criminele praktijken van krantenmagnaat Stark komt, wil hij de politie waarschuwen maar niemand gelooft hem. Hij besluit daarom om de Bende van de Zwarte Hand op te richten.

## Rolverdeling
| Acteur                                            | Personage                          |
| ------------------------------------------------- | ---------------------------------- |
| Quinten Schram                                    | Pietje Bell                        |
| Frensch de Groot                                  | Sproet                             |
| Serge Price                                       | Kees                               |
| Jordy Mul                                         | Engeltje                           |
| Sjoerd Metz                                       | Peentje                            |
| Nicky Burgers                                     | Jaap                               |
| Felix Strategier                                  | Vader Bell                         |
| Angela Groothuizen                                | Moeder Bell                        |
| Arjan Ederveen                                    | Drogist Geelman                    |
| Stijn Westenend                                   | Jozef Geelman                      |
| Katja Herbers                                     | Martha Bell                        |
| Rick Engelkes                                     | Paul Velinga                       |
| Herman Vinck                                      | Eindredacteur van de krant         |
| Wilfried de Jong                                  | Distributeur Van Dijk              |
| Marjan Luif                                       | Tante Cato                         |
| Willem Nijholt                                    | Stark                              |
| Leo Hogenboom                                     | Aandeelhouder                      |
| Peter Oosthoek                                    | Commissaris                        |
| Frans van Deursen Mark van der Laan Peer Swinkels | Agenten                            |
| Jan Ad Adolfsen Roy van Breemen                   | Verslaggevers                      |
| Lennart van Egmond                                | Krantenjongen                      |
| Joop Doderer Ger van der Grijn Jan Munter         | Oude mannen                        |
| Roef Ragas                                        | Jan Lampe (Vader van Sproet)       |
| Sytske van der Ster                               | Moeder van Sproet                  |
| Nico Scheepers                                    | Broertje van Sproet                |
| Valerie Pos                                       | Zusje van Sproet                   |
| Jack Wouterse                                     | Boef Klok                          |
| René van 't Hof                                   | Boef Teun                          |
| Cecile Heuer                                      | Mevrouw Slieper                    |
| Stefan de Walle                                   | Eierboer                           |
| Wil van der Meer                                  | Kruidenier                         |
| Laus Steenbeeke                                   | Lastige klant                      |
| René Eljon                                        | Arme man                           |
| Wimie Wilhelm                                     | Arme vrouw                         |
| Lola Mooij                                        | Dochter van de arme vrouw          |
| Rob van de Meeberg                                | Pastoor                            |
| Emilie Pos                                        | Arm meisje                         |
| Dorien Folkers                                    | Zieke moeder                       |
| Jamie van de Meer                                 | Arm zoontje                        |
| Reinder van der Naalt                             | Phillip Bloemendaal                |
| Pieter de Walle                                   | Straatmuzikant                     |
| Tanneke Hartzuiker                                | Danseres                           |
| Joep Truijen                                      | Jongetje in de tram                |
| Micha Hulshof                                     | Zeeverkenner                       |
| René Retèl                                        | Man met de hoed                    |
| Scarlet Tummers Rutger Tummers                    | De kinderen van de man met de hoed |
| Chiara Tissen                                     | Verpleegster                       |
| Mieke Mink                                        | Oude vrouw in het ziekenhuis       |
| Patrick de Loor                                   | Kapper                             |
| Dhr. van der Wal                                  | Tambour Maître                     |
| Bert Geurkink                                     | Steward                            |
| Reinder van der Naalt                             | Commentaarstem van de bioscoop     |
| Bram van der Vlugt                                | Sinterklaas                        |

## Prijzen
- Gouden Kalf voor beste productie
- Gouden Film – 100.000 bezoekers (27 november 2002)
- Platina Film – 400.000 bezoekers (11 december 2002)

## Trivia
- Zowel René van 't Hof als Stefan de Walle spelen mee in deze film. Ze hebben allebei de rol van Kees Flodder vertolkt: Van 't Hof in de films Flodder uit 1986 en Flodder in Amerika! uit 1992 en De Walle in de televisieserie uit 1993-1998 en de film Flodder 3 uit 1995.